# James Spriggs Payne
James Spriggs Payne (19 de diciembre de 1819 - 31 de enero de 1882) fue un político estadounidense liberiano, que ejerció como Presidente de Liberia en dos ocasiones, entre 1868 y 1870 y nuevamente entre 1876 y 1878. Fue el último presidente afiliado al Partido Republicano liberiano.

## Biografía
Nació en Richmond (Virginia), descendiente de antiguos esclavos con ascendencia tanto africana como europea. Creció en una familia metodista profundamente cristiana. Su padre, David M. Payne, era ministro, y fue ordenado diácono por la Conferencia de Virginia en 1824.  A los diez años partió hacia Liberia junto con su familia en el buque Harriet, donde también estuvo a bordo Joseph Jenkins Roberts, promovidos por la American Colonization Society.
Desde joven se interesó por la política y la economía, escribiendo diversos libros sobre ello.